# マイケル・マシューズ
マイケル・マシューズ（Michael Matthews、1990年9月26日 - ）は、オーストラリア・キャンベラ出身の自転車競技（ロードレース）選手。2021年、ミッチェルトン・スコットへ移籍する。

## 経歴
2010年、チーム・ジェイコと契約を結んでプロ転向。
2011年、ラボバンクに移籍。
2013年、オリカ・グリーンエッジに移籍。ブエルタ・ア・エスパーニャでグランツール初勝利。
2016年、ツール・ド・フランス第10ステージにて勝利。全グランツールでのステージ優勝を達成。
2017年、チーム・サンウェブに移籍。
2021年シーズンから古巣のチーム・バイクエクスチェンジに復帰した。

## 特徴
基本的にはスプリンターであるが、登坂力にも優れているため、ゴール前が短距離の登りになるコースでは非常に強く、「登れるスプリンター」の代表格である。2014年、2015年のジロ・デ・イタリアでは初日の勝利をきっかけに、2年連続でマリアローザを着用。2017年のツール・ド・フランスではマイヨ・ヴェールを獲得。あだ名の"Bling"（ブリン）は「貴金属を身にまとう派手好き」の意味。

## 主な戦績

### 2006年
- オーストラリア選手権 優勝（個人ロードレース・カデット部門）

### 2009年
- オーストラリア選手権　3位（個人タイムトライアル）

- オセアニア自転車競技選手権　優勝　（個人ロードレース、U23・個人ロードレース、U23・個人タイムトライアル)

### 2010年
- オーストラリア選手権　3位（個人ロードレース）、3位（個人タイムトライアル）

- ツアー・オブ・ウェリントン　区間優勝（第4ステージ）
- ツール・ド・ランカウイ　区間優勝（第1,3ステージ）
- ツアー・オブ・ジャパン　区間優勝(第1ステージ)
- リンゲリケ・グランプリ　区間優勝（第2，3ステージ）
- インターナショナル・テューリンゲン一周　区間優勝（第1ステージ）
- ロードレース世界選手権　優勝（U23個人ロードレース）

### 2011年
- オーストラリア選手権　3位（個人タイムトライアル）

- ツアー・ダウンアンダー　区間優勝(第3ステージ)
- ムルシア一周　区間優勝(第1ステージ)
- ルント・ウム・ケルン　優勝
- ルント・ウム・デン・フィナンツプラッツ・エシュボルン＝フランクフルト　3位

### 2012年
- クラシカ・デ・アルメリア　優勝
- ツアー・オブ・ユタ　 ポイント賞、区間優勝（第3ステージ）

### 2013年
- オーストラリア選手権　3位（個人タイムトライアル）、2位（個人ロードレース）
- ツアー・オブ・ユタ　 ポイント賞、区間優勝（第2,4ステージ）
- ブエルタ・ア・エスパーニャ　区間優勝（第5,21ステージ）

### 2014年
- ラ・リオハ一周　優勝
- バスク一周　区間優勝（第3ステージ）
- ブラバンツ・パイル　2位
- ジロ・デ・イタリア　区間優勝　（第1ステージ・チームタイムトライアル、第6ステージ）
- ツール・ド・スロベニア　 ポイント賞、区間優勝（第1ステージ・個人タイムトライアル）
- ブエルタ・ア・エスパーニャ　区間優勝（第3ステージ）

### 2015年
- パリ・ニース　 ポイント賞、区間優勝（第3ステージ）
- バスク一周　区間優勝（第1ステージ）
- ブラバンツ・パイル　2位
- アムステル・ゴールドレース　3位

- ジロ・デ・イタリア　区間優勝（第1ステージ・チームタイムトライアル、第3ステージ）
- ツール・ド・スイス　区間優勝（第4ステージ）
- ツアー・オブ・アルバータ　 ポイント賞、区間優勝（第2ステージ）
- グランプリ・シクリスト・ド・ケベック　2位
- 世界選手権　2位（個人ロードレース）

### 2016年
- パリ・ニース　 ポイント賞、区間優勝（プロローグ、第2ステージ）
- ラ・リオハ一周　優勝
- ツール・ド・フランス　区間優勝（第10ステージ）

### 2017年
- ブエルタ・アル・パイス・バスコ　区間優勝（第1ステージ）
- ツール・ド・スイス　区間優勝（第3ステージ）
- ツール・ド・フランス　 ポイント賞（第14,16ステージ優勝）

### 2018年
- ツール・ド・ロマンディ 区間優勝（プロローグ・個人タイムトライアル）
- エシュボルン＝フランクフルト 2位
- ビンクバンク・ツアー 総合2位（第7ステージ優勝）
- グランプリ・シクリスト・ド・ケベック 優勝
- グランプリ・シクリスト・ド・モントリオール 優勝

### 2019年
- ボルタ・ア・カタルーニャ ポイント賞（第2,6ステージ優勝）
- グランプリ・シクリスト・ド・ケベック 優勝

### 2020年
- ブルターニュ・クラシック・ウエスト＝フランス 優勝

### 2022年
- ボルタ・ア・カタルーニャ 区間優勝（第1ステージ）
- ツール・ド・スイス  ポイント賞
- ツール・ド・フランス 区間優勝（第14ステージ）

### 2023年
- ツアー・ダウンアンダー  ポイント賞
- ジロ・デ・イタリア 区間優勝（第3ステージ）

### 2024年
- グラン・プレミオ・カステリョン（スペイン語版） 優勝
- グランプリ・シクリスト・ド・ケベック 優勝

### 2025年
- エシュボルン＝フランクフルト 優勝